# Vertambitus excoriatus
Vertambitus excoriatus is een tweekleppigensoort uit de familie van de Verticordiidae. De wetenschappelijke naam van de soort is voor het eerst geldig gepubliceerd in 1984 door Poutiers.